# To You (CLIFF EDGEのアルバム)
『to You』（トゥーユウ）は、CLIFF EDGEの1枚目のフルアルバム。

## 内容
- CLIFF EDGEのメジャーデビューアルバム。CLIFF EDGEのアルバムとしては2枚目となる。
- インディーズ時代からの人気曲「BIRTH 〜You're the only one Pt.2〜」や「DAYS 〜You're the only one Pt.3〜」、「Dear...」を収録。更にYou’re the only oneのリメイク曲「LIV 〜大切なあなたへ〜」を収録。
- オリコンの週間チャートではトップ10入りにならなかったものの、デイリーチャートでは9位を記録している。

## 収録曲
1. LIV 〜大切なあなたへ〜
  - 作詞：JUN，SHIN 作曲：JUN

インディーズ時代に発売されたシングル「You’re the only one」のリメイク曲。PVも制作された。「離」をテーマに書かれている。
フジテレビ系「HEY! HEY! HEY! MUSIC CHAMP」エンディングテーマ。
2. Dear... feat MAY'S
  - 作詞：JUN，SHIN，片桐舞子 作曲：NAUGHTY BO-Z

スプリットアルバム「Dear...」に収録されている楽曲。歌詞はリレー形式で書かれ、男性側と女性側の気持ちが描かれている。
MAY'Sのアルバム『Dreaming』に、この曲の1年後を描いた続編「DESTINY 〜for Dear...〜」が収録されており、CLIFF EDGEも楽曲に参加している。
3. Sunshine Beach
  - 作詞：JUN，SHIN 作曲：JUN
4. BIRTH 〜You're the only one Pt.2〜 feat. MAY'S
  - 作詞：JUN，SHIN，片桐舞子 作曲：NAUGHTY BO-Z

インディーズ時代に発売したミニアルバム「BIRTH」の収録曲。TBS系テレビ『ランキンの楽園』EDテーマ、TBS系テレビ『オビラジR』EDテーマ。USEN総合チャート上半期第2位、問い合わせチャートでは8週連続1位を獲得した曲である。
「You're the only one」のPt.2。同曲にコーラスとして参加したMAY'Sがこの曲を遊び感覚でリミックスし、サビを制作。これを聴いたメンバーが気に入り当時制作中だったアルバム「BIRTH」に収録された曲である。歌詞はYou're the only oneで出てくる恋人への感謝バージョンとなっている。
5. To-Riaez
  - 作詞：JUN，SHIN 作曲：JUN

トラックは「Dear...」に収録されている「Start up 〜skit〜」で使われていたもの。イントロのみライブで歌われていた。タイトルの意味はTo-RealizeをTo-Riaez（とりあえず〜）といじったもの。
6. Rap Game feat. DJ WATARAI, Clench & Blistah, 2BACKKA
  - 作詞：JUN，SHIN，Clench，Mr.Blistah，HAMMER，Mago 作曲：DJ WATARAI
7. Just Relaxx
  - 作詞：SHIN 作曲：JUN

このアルバムの第2幕へのskit的な立ち位置の曲。
8. feel me
  - 作詞：JUN，SHIN 作曲：JUN
9. Way to be there feat. NATURAL8
  - 作詞：JUN，SHIN，片桐舞子，SHIKATA，KG 作曲：JUN
10. DAYS 〜You're the only one Pt.3〜 feat. MAY'S
  - 作詞：JUN，SHIN，片桐舞子 作曲：NAUGHTY BO-Z

You're the only oneシリーズ最終章。NATURAL8の1stアルバム「GOLDEN SHUFFLE」の収録曲。
家族への感謝の気持ちを男女の視点で描いたもの。
11. DOLCE feat. HYENA, DESTINO
  - 作詞：JUN，SHIN，HYENA[from h.g.p.]，DESTINO[from h.g.p.] 作曲：JUN

昔から横浜のクラブイベントで活動していた3人によるコラボ曲。
12. smooth zone
  - 作曲：JUN

このアルバムの第3幕へのskit曲。
13. LaLa Bye... 
  - 作詞：JUN，SHIN 作曲：JUN

フジテレビ系テレビ「ジャンクSPORTS」EDテーマ。
14. PAPA☆O
  - 作詞：JUN，SHIN 作曲：JUN
15. Can you hear it?
  - 作詞：JUN，SHIN 作曲：JUN

テーマは大地から授かるパワー。トラックはオーガニックをテーマとしている。
16. What's the difference?
  - 作詞：JUN，SHIN 作曲：THE COMPANY

今後の方向性の1つの提示として制作された曲。